# 피자 세이버

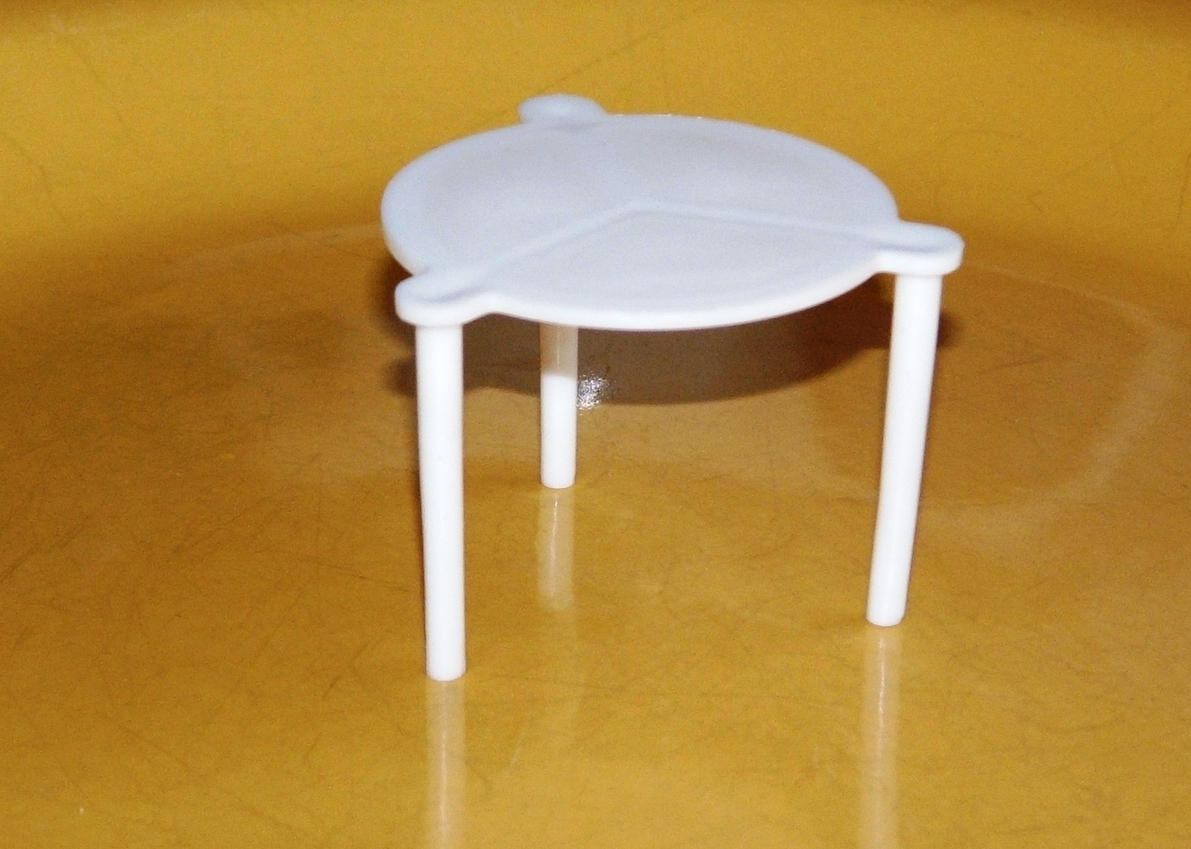
피자 세이버

피자 세이버(영어: pizza saver)는 피자 상자나 케이크 상자와 같은 식품 용기 안에 있는 음식이 흐트러지는 것을 방지하는 데 사용되는 물건이다.